# N-(2-金刚烷基)-4-氯苯甲酰胺
N-(2-金刚烷基)-4-氯苯甲酰胺（ADK-910）是一种由俄罗斯开发的药物，但尚未上市。它据传可以提高身体机能，但目前只有动物实验及细胞培养研究，暂无人体研究。它比溴代类似物更具有广谱活性。
它可由2-氨基金刚烷盐酸盐和4-氯苯甲酰氯反应制得。